# Josep Maria Esteve i Victòria
Josep Maria Esteve i Victòria (la Llosa de Ranes, la Costera, 10 de març de 1889 - València, l'Horta, 8 d'agost de 1936) va ser un escriptor valencià, fundador de diversos periòdics i revistes.
Va començar treballant de tipògraf al diari La Voz Valenciana primer i al Diario de Valencia després, on començà a ser conegut pel pseudònim «Pep». El 1912 funda tres revistes: Rondalles Noves, Foc i Flama i Pensat i Fet, de les quals va ser director. Anys després, el 1931, va dirigir —tot i que no hi constara— el setmanari valencianista El Poble Valencià. També va col·laborar en publicacions com ara La Degollà Nova (1909), El Cuento del Dumenge i Cultura Valenciana (1926). Com a escriptor va ser autor de diverses obres teatrals. A més, va publicar algunes novel·les curtes (El milacre de l’amor i de les flors, 1909) i un llibre de poemes polítics (Les dècimes del dia, 1932).
Va ser un destacat sindicalista catòlic proper als cercles del valencianisme catòlic conservador. Així per exemple, presidí la Casa dels Obrers de Sant Vicent Ferrer, la Confederació d’Obrers Catòlics de Llevant i altres entitats semblants. Va ser nomenat membre de la junta directiva (com a bibliotecari) de Joventut Valencianista en la reagrupació de l'entitat, l'abril de 1914, i va intervindre a l'Acte d'Afirmació Valencianista del 26 de juliol del mateix any. Presidí també en un primer moment l'Agrupació Valencianista de la Dreta. Va arribar a ser regidor de l'ajuntament de València i diputat provincial. Poc després d'esclatar la Guerra Civil va ser afusellat a València per la seua adscripció política, l'agost de 1936, al camí de Picassent. Un carrer a la Llosa de Ranes i un altre al barri En Corts de València porten el seu nom.